# Застенки (Оршанский район)
Засте́нки (бел. Засценкі) — деревня в Зубовском сельсовете Оршанского района Витебской области Белоруссии.

## География
Деревня Застенки находится в 19 км на юг от Орши, и в 13 км на северо-восток от Шклова. Расположена на автодороге М-8 Е-95.

## История
В 1901 году в деревне Застенки был найден клад из 1200 арабских монет VIII в., что может свидетельствовать о прохождении некогда через Застенки торгового волока (из Орши в Витебск, который из Днепра через Оршу вёл в Западную Двину, т. н. водный путь «из варяг в греки»).
1 сентября 1907 года в деревне сильный пожар уничтожил 28 домов.
В 1910 году деревня относилась к Оршанскому уезду Могилёвской губернии, волость Баранская
После революции деревня относилась к Копыскому району.

## Достопримечательности
На территории деревни сохранилась почтовая станция середины XIX века

## Отдых
В деревне для отдыха туристов находится сельская усадьба площадью 0,65 га.
Имеется кафе придорожного сервиса «4 сезона», с обустроенной стоянкой (20 мест) и мотелем (10 мест).

## Знаменитые уроженцы и жители
- Ловенецкий Пётр Людвигович (1914 г. р. (1911 ?[8]), д. Застенки, Копысский р-н, Белорусия; белорус). Проживал в г. Нижний Тагил, работал в «Тагилстрое» паровщиком. 6 августа 1937 года был арестован, 1 октября 1937 года осужден тройкой УНКВД Свердловской области по ст. 58-10 за участие в антисоветских террористических организациях. Приговор: ВМН. Расстрелян. Реабилитирован посмертно 11 мая 1989 года Указом ПВС СССР. Номер дела: 41215-П[9][10]